# Isola Morskoj
L'isola Morskoj (in russo остров Морской, ostrov Morskoj; in italiano "marina") è un'isola russa che fa parte dell'arcipelago di Severnaja Zemlja ed è bagnata dal mare di Laptev.
Amministrativamente fa parte del distretto di Tajmyr del Territorio di Krasnojarsk, nel Circondario federale della Siberia.

## Geografia
L'isola, la cui altezza massima è di 7 m, è situata nella parte orientale dell'arcipelago, a est della costa orientale dell'isola Bolscevica. Si trova a nord di capo Zamykajuščij (мыс Замыкающий), all'imboccatura della baia Neudač 
(бухта Неудач) dove sfocia il fiume Neožidannoj (река Неожиданной). A ovest di Morskoj c'è l'isola Blizkij.